# Waly
Waly is een gemeente in het Franse departement Meuse (regio Grand Est) en telt 57 inwoners (2009).
De gemeente maakt deel uit van het arrondissement Bar-le-Duc en sinds maart 2015 van het toen opgerichte kanton Dieue-sur-Meuse. Daarvoor was het deel van het toen opgeheven kanton Seuil-d'Argonne.

## Geografie
De oppervlakte van Waly bedraagt 6,0 km², de bevolkingsdichtheid is dus 9,57 inwoners per km².
De onderstaande kaart toont de ligging van Waly met de belangrijkste infrastructuur en aangrenzende gemeenten.

## Demografie
Onderstaande figuur toont het verloop van het inwonertal (bron: INSEE-tellingen).